# ブライス・ジョンソン
ブライス・ジョンソン（Bryce Johnson、1977年4月18日 - ）は、アメリカ合衆国の俳優。

## 出演作品
- SUPERNATURAL　スーパーナチュラル シーズン9
- プリティ・リトル・ライアーズ シーズン4（ダレン・ワイルデン）
- Ｇｌｅｅ シーズン5
- ＮＣＩＳ　～ネイビー犯罪捜査班 シーズン11
- Ｕ.Ｍ.Ａ. ２０１４　フォレスト・モンスター（ジム）
- クライアント・リスト シーズン2
- プリティ・リトル・ライアーズ シーズン3（ダレン・ワイルデン）
- プリティ・リトル・ライアーズ シーズン2（ダレン・ワイルデン）
- Death Valley　～密着！ロス市警アンデッド特別捜査班～
- プリティ・リトル・ライアーズ　シーズン1（ダレン・ワイルデン）
- ＮＣＩＳ　～ネイビー犯罪捜査班 シーズン7
- ＣＳＩ：１０　科学捜査班
- ＣＳＩ：ニューヨーク6
- 私はラブ・リーガル
- メンタリスト シーズン1
- WITHOUT A TRACE／FBI 失踪者を追え! シーズン5
- ＳＨＡＲＫ　～カリスマ敏腕検察官 シーズン1
- Dr.HOUSE　―ドクター・ハウス― シーズン2
- 恋するマンハッタン シーズン3
- チアーズ！2
- ザ・スカルズ　秘密結社：権力の図式